# A Nephew's Artifice
A Nephew's Artifice è un cortometraggio muto del 1911 diretto da Bert Haldane.

## Trama
Per imbrogliare il ricco zio, un giovanotto finge di essere un soldato. Lo zio, dal canto suo, finge di essere un ufficiale.

## Produzione
Il film fu prodotto dalla Hepworth.

## Distribuzione
Distribuito dalla Hepworth, il film - un cortometraggio di 106,68 metri - uscì nelle sale cinematografiche britanniche nel maggio 1911.
Si conoscono pochi dati del film che, prodotto dalla Hepworth, fu distrutto nel 1924 dallo stesso produttore, Cecil M. Hepworth. Fallito, in gravissime difficoltà finanziarie, il produttore pensò in questo modo di poter almeno recuperare il nitrato d'argento della pellicola.